# Сугат
Суга́т (рос. Сугат) — присілок у складі Талицького міського округу Свердловської області.
Населення — 303 особи (2010, 335 у 2002).
Національний склад станом на 2002 рік: росіяни — 97 %.